# メルクリンデジタル
メルクリンデジタルは、メルクリンが1984年に発売したデジタル式の鉄道模型の制御装置である。
モトローラ社製のチップを基にしたデコーダやセントラル・コントロール、コンピュータ・インターフェース、分岐器用デコーダ、デジタルリレー、s88フィードバックモジュールから構成される。

## 基本動作
従来の鉄道模型では、線路上の1台の車両しか制御することができなかったが、デジタル技術を取り入れることによって複数の車両を制御できるようになった。レールから供給される交流電流の間隔を変えることによって、電力だけでなく制御信号も送れるようになった。別方式のDCCも、同様の手法を用いている。
メルクリンデジタルの電力は、＋22Vから-22Vで供給される。従来のメルクリンシステムは最大16Vだった。この結果、デジタルデコーダー搭載車両は、同方向に常に最大速度で走ることが出来る。
従来のメルクリンデジタルでは、80台の動力車と256台の分岐器等の固定式の受信機を制御できる。1990年代にデルタシリーズが発売された。これは同じコマンドを使用するが最大4台までしか制御できない。
2004年には、メルクリンシステムが発表された。これはESCUと共同で開発されスピードが従来の14段階から128段階に拡張され、動力車と分岐器のアドレスが80から16384に拡大される。セントラルステーションはシャープのLH79525に組み込みリナックスを搭載している。

### 制御装置
新型の6021には統合型セントラルユニットと機能ボタン付き動力車制御が加えられた。
新型のCS2にはセントラルユニットに「レール接続端子（動力車制御・エンコーダー出力・ポイント分岐制御・信吾制御）」、「プログラミングレール接続端子（動力車エンコーダー用端子）、「AUX端子」、「60173端子（ブースター）」、「USB端子」、「ターミナルハブ端子x2（入力・出力）」、「Eternet端子」、「音声出力端子」そして2箇所の「MS接続端子」がさらに加えられ、定格交流電源及び定格直流電源の4ピン端子の電源ケーブルが、トランス（パワーパック）を経て接続される。

### デコーダ
1997年、新しいc91 (60901)デコーダが発売された。 機能がF1 - F4(5ファンクション)まで加えられ、速度が27段階(停止が0で1 - 27)とされ、モーターの特性が改善された。
2008年、新しいCS2システムのデコーダーは機能強化され、従来の5ファンクションから、機能がF1 - F15(15ファンクション)に増加した。

## デルタ
簡略化されたシステムで初心者向けに作られ機能が制限されるが低価格である。最大4台の動力車を個別に制御できる。デルタデコーダーはモーターに拘らず使用でき最初に設定されたアドレスは任意のアドレスに変更できない。デルタは今は生産されていない。

## メルクリンシステム
2004年、メルクリンシステムが発表された。新しい方法の2つのプロトコルで最大65000のデジタルデバイスを制御できる。それぞれの動力車は128段階の速度制御と16の機能を使用する事が可能である。ESUによってメルクリン向けに開発された。

### 制御装置
2008年、メルクリンは、左右2つのスピードメータとその下には登録されて呼び出された動力車の画像をPC経由で入出力できるイメージ画面を含むカラーディスプレイと機能強化されたセントラルステーション60213、60215（5.0A max)に改良した。
新しいCS2セントラルステーションは2つの動力車の制御機能を持ち大型のカラー液晶画面で動力車のわかりやすい名前・画像を表示できる。制御装置は動力車のデータベースに個々の変数と機能を格納する。新しいプロトコルは初期のバージョンとは互換性が無いがセントラルステーションは古いデコーダを搭載した機関車がある場合には同時に両方のプロトコルを送出する。但し、「レール接続端子(Prog)」で、エンコーダできるので、新しいプロトコルに設定するのが基本である。4桁まで設定可能。
セントラルステーションは初期のキーボード、メモリー、インターフェースモジュールから改良され、最大4桁台の列車の自動列車往復運転装置・ポイント作動・自動信号機器等全ての機能に対応する。
- 携帯型端末の60652は1台の動力車を制御できる。小型の液晶画面と9個の機能ボタンがある。このユニットはそれ自体が低価格のデジタル式制御装置で最大10両の動力車を扱え、セントラルステーションに接続しても使用できる。

- セントラルステーション60215（CS2）が最新モデルで、このユニットは自社で開発生産され、直流電源でMSと交流による給電がおこなわれる。

- MSはフィーダーレールで交流から直流に変換して、フィーダーレール経由で直流等価回路を形成する。

- CSはそれ自体に交流・直流変換回路があるので、トランスから交流を受けて直流で等価回路・論理回路を組み、線路へはトランスからの交流をCS経由で給電する。

### デコーダ
mfx対応のデコーダはコントローラと通信し、割り当てられたアドレスから機関車の種類に合わせてデータベースから使用できる機能であるかどうか照合する。すべての制御変数はファームウェアに収められていてコントローラかコンピュータから調整する事が出来る。mfxデコーダは古いモトローラのフォーマットでも作動する。

## 品番
1950年代からメルクリンは製品に4桁の番号を使用してきた。前の2桁がグループで後の2桁は個々のモデルを表す。c80デジタルデコーダを搭載した機関車は36xx(36は3615のように前に2桁が付けられる。)がつけられc90デコーダ搭載機は37xx(例:3702)になる。1997年、メルクリンは品番を5桁に拡張した37xxxといくつかのc90搭載機は5桁でc91はその後の全ての機種に使用される。 新型の36xxx型はモーターに拘らず対応できる低価格のデジタルデコーダである。
2000年、メルクリンは独自に開発したCサインモーターを発売し、品番は39xxxである。